# Falsche Flagge
Der Ausdruck falsche Flagge (false flag) ist ein nachrichtendienstlicher, politischer und militärischer Begriff, der ursprünglich aus der Seefahrt stammt. Er bezeichnet Täuschungsmanöver und verdeckte Operationen – meist von Militär oder Geheimdiensten – zur Verschleierung von Identität und der Absichten des tatsächlichen Urhebers vorgeblich vom jeweiligen Gegner oder einer dritten Partei. Die Planung und Durchführung wird als false flag operation bezeichnet.
Die Aktion wird also zum Schein aktiv dem jeweiligen Gegner beziehungsweise einem unbeteiligten Dritten zugeschrieben, wobei dieser eine Einzelperson, eine Organisation, eine religiöse beziehungsweise Volksgruppe oder auch ein Staat sein kann. Der tatsächliche Akteur handelt dabei also „unter einer falschen Flagge“, was typischerweise vom gezielten Einsatz von Desinformation begleitet wird und zum Schutz vor der Entdeckung des wahren Urhebers strengster Geheimhaltung unterliegt.
Bekannt gewordene Operationen hatten unter anderem die gezielte Rufschädigung, die Inszenierung terroristischer Aktivitäten und das Erzeugen von Kriegsgründen zum Ziel. Derartige Aktionen werden meist so angelegt, dass die betreffende Regierung oder auch der jeweilige Geheimdienst glaubhaft eine Verbindung abstreiten kann. Dieses Konzept wurde als Plausible Deniability (Glaubhafte Abstreitbarkeit) in den 1950er Jahren für Aktionen der CIA entwickelt.

## Ursprung
Das Konzept hat seinen Ursprung in der Seefahrt, in der die Flagge eines Schiffes dessen Nationalität und Herkunft signalisiert. Um in Kriegszeiten den Gegner zu täuschen, war es allerdings durchaus üblich, dass Schiffe die Flagge eines anderen Staates als des eigenen hissten. Auch Kriegsschiffe oder Kaperschiffe bedienten sich dieser Täuschungsmaßnahme, die allgemein akzeptiert wurde, vorausgesetzt, die wahre Identität wurde vor Beginn etwaiger Kampfhandlungen durch das Hissen der realen eigenen Flagge angezeigt. Nach und nach weitete sich der Gebrauch fremder Hoheitszeichen, also Flaggen, Insignien und Uniformen, auch auf dem Land aus, ebenfalls mit der Einschränkung, dass sie vor Kampfhandlungen abgelegt wurden. Inzwischen wird diese Praxis unter bestimmten Voraussetzungen auch vom Völkerrecht gedeckt – wobei der Gebrauch von internationalen Schutzzeichen ausdrücklich verboten ist.

## Operationstypen
Bei Geheimdiensten ist dabei eines der möglichen Ziele, sich menschliche Quellen nutzbar zu machen, die bei Kenntnis des tatsächlichen Empfängers der gelieferten Information zu einer Zusammenarbeit sonst aller Wahrscheinlichkeit nach nicht bereit wären. Von östlichen Diensten wurden dazu während des Kalten Kriegs häufig sogenannte Romeo-Agenten eingesetzt. So wurde bei der Operation Skorpion die rechtskonservative BND-Sekretärin Heidrun Hofer von einem angeblich ebenso gesinnten Mann verführt, mit dem sie eine Beziehung anfing. Nachdem sie dem vermeintlich politisch Gleichgesinnten jahrelang hochgeheimes Material geliefert hatte, wurde er als KGB-Agent enttarnt.
Auch verdeckte Operationen von Geheimdiensten oder des Militärs werden teilweise unter falscher Flagge durchgeführt, etwa um unbeteiligte Dritte zu diskreditieren, Bedrohungen durch Terroristen vorzutäuschen oder einen Vorwand für militärische Interventionen zu schaffen. Als Beispiele für inszenierte Regimewechsel gelten die Operation Ajax 1953 (Sturz des iranischen Präsidenten Mohammed Mossadeq durch CIA und MI6) und die Operation PBSUCCESS 1954, die zum Sturz des guatemaltekischen Präsidenten Jacobo Arbenz Guzmán führte.

### Schaffung von Kriegsgründen
Mehrere Kriege wurden auf der Basis vorgetäuschter Aktionen des Gegners, also eines fingierten Casus Belli, begonnen. Das bekannteste Beispiel ist der von den Nationalsozialisten inszenierte, angebliche polnische Überfall auf den Sender Gleiwitz, der als Anlass für den Beginn des Zweiten Weltkriegs instrumentalisiert wurde. 1931 verübten japanische Offiziere einen Sprengstoffanschlag auf die Mukden-Eisenbahn in Nordchina (Mukden-Zwischenfall). Für die Explosion wurden Chinesen verantwortlich gemacht, und er diente der japanischen Regierung als Vorwand, chinesische Städte zu bombardieren und die Mandschurei endgültig zu besetzen, in der sich ohnehin schon seit Jahren japanische Truppen befanden. Beim Mainila-Zwischenfall schuf die UdSSR 1939 den Anlass für den Winterkrieg selbst. 1964 inszenierten die Vereinigten Staaten den Tonkin-Zwischenfall, um in den Vietnamkrieg einzugreifen.
Die 1962 geplante Operation Northwoods des US-Militärs sollte durch selbst inszenierte Terroranschläge vorgeblich kubanischer Terroristen einen Vorwand für die Invasion Kubas schaffen. Präsident John F. Kennedy lehnte die Ausführung jedoch ab und verlängerte die Amtszeit des maßgeblich für die Pläne verantwortlichen Lyman L. Lemnitzer, des Vorsitzenden des Vereinigten Generalstabs, nicht. Der Plan kam auf Antrag eines Journalisten nach dem Freedom of Information Act 1997 an die Öffentlichkeit. Der Journalist und Geheimdienstexperte James Bamford hielt diese Pläne des Vereinigten Generalstabs für „vielleicht die schlimmsten“ jemals von einem Teil der US-Regierung entwickelten – „Im Namen des Antikommunismus schlugen die Militärs einen geheimen und blutigen Terrorkrieg gegen ihr eigenes Land vor, um die amerikanische Öffentlichkeit für den irrwitzigen Krieg [gegen Kuba] zu gewinnen“.
2022 inszenierte Russland im Vorfeld seines Überfalls auf die Ukraine diverse kleine False Flag-Aktionen, wie die Sprengung eines UAZ-469-Geländewagens nahe dem Hauptquartier der pro-russischen Separatisten in Donezk. Sie wurden jedoch meist gleich als Inszenierungen erkannt, im Falle des Geländewagens aufgrund des Nummernschildes, welches zuvor zu einem SUV-Fahrzeug gehört hatte.

### Inszenierter Terrorismus
Es sind Fälle von Staatsterrorismus dokumentiert, bei denen Staaten beziehungsweise deren Geheimdienste unter falscher Flagge Terroranschläge initiierten. Diese wurden dann mittels Desinformation und gefälschter Beweise unerwünschten politischen Gruppierungen angehängt, um diese als Terroristen zu diskreditieren.

#### Italien
Für die durch geheimdienstnahe rechtsextremistische Gruppierungen in Italien in den 1970er und 1980er Jahren inszenierten Terroranschläge wurden linksextreme Gruppen verantwortlich gemacht, etwa die Roten Brigaden. Diese Taktik wird als „Strategie der Spannung“ bezeichnet. Die Untersuchungskommission Terrorismus und Massaker (1994–2000) des italienischen Senats stellte fest:

„Diese Massaker wurden organisiert oder unterstützt von Personen in Institutionen des italienischen Staates und von Männern, die mit dem amerikanischen Geheimdienst in Verbindung standen.“

#### Algerischer Bürgerkrieg
Habib Souaïdia, Offizier einer algerischen Antiterroreinheit, warf 2001 der algerischen Regierung vor, Terroranschläge unter falscher Flagge initiiert zu haben. Sie habe während des Bürgerkriegs der 1990er Jahre, in dem nach Schätzungen von amnesty international bis zu 200.000 Menschen starben, unter strengster Geheimhaltung einen „schmutzigen Krieg“ gegen die eigene Bevölkerung geführt. Offiziell führte die Regierung Krieg gegen islamistische Terrorgruppen, die Terroranschläge gegen Soldaten und Zivilisten begingen. Laut Souaïdia seien jedoch an zahlreichen Massakern an der Zivilbevölkerung Militärangehörige zumindest beteiligt gewesen. Er sei selbst Zeuge gewesen, wie Geheimagenten des Staates Terroranschläge gegen Zivilisten verübten, für die dann offiziell und fälschlich die islamistischen Terroristen verantwortlich gemacht worden seien. Laut anderen Zeugen aus den Geheimdiensten sei die Führungsspitze der größten Terrorgruppe Groupe Islamique Armé (GIA, deutsch „Bewaffnete islamische Gruppe“) von Agenten der algerischen Geheimdienste unterwandert gewesen. Souaïdias auch von mehreren anderen Zeugen in ähnlicher Form bestätigten Vorwürfe wurden nie offiziell untersucht, stattdessen wurde er in Abwesenheit zu 20 Jahren Gefängnis verurteilt. Er lebt im Exil in Frankreich.

#### Israel/Ägypten
1954 startete der israelische Militärgeheimdienst Aman die Operation Susannah, die zur sogenannten Lawon-Affäre führte und erhebliche innen- und außenpolitische Verwicklungen auslöste. Eigens zu diesem Zweck rekrutierte israelische Agenten führten im August 1954 Bombenanschläge gegen US-Kulturinstitute und Firmen in Ägypten aus. Die Schuld sollte vor allem der Muslimbruderschaft und ägyptischen Kommunisten zugeschoben werden. Ziel war es, die US-Regierung glauben zu machen, dass der ägyptische Staat instabil und gegenüber islamistischen und politischen Extremisten machtlos wäre. Damit wollte man die guten Beziehungen zwischen den USA und dem ägyptischen Staatschef Gamal Abdel Nasser stören, die einige Militärs, darunter Mosche Dajan, als strategische Bedrohung für Israels Position ansahen.
Zudem sollte der sich abzeichnende, als nachteilig für Israel eingeschätzte Rückzug der britischen Truppen aus der Sueskanal-Zone verhindert werden. Im August 1954 wurden Brandanschläge auf US-amerikanische Bibliotheken in Kairo und Alexandria sowie auf ein Postamt ausgeführt. Ägyptischen Sicherheitskräften gelang es jedoch nach einigen Anschlägen, den Agentenring aufzudecken, als einer der Agenten ein US-Kino in Brand setzen wollte. Zehn Mitglieder wurden 1955 in Ägypten verurteilt, zwei von ihnen zum Tode. Zwei andere begingen im Gefängnis Suizid. Die Operation war ohne Wissen des israelischen Verteidigungsministers Pinchas Lawon ausgeführt worden, der dafür bekannt war, um einen friedlichen Ausgleich mit den Arabern bemüht zu sein. Sie wurde ihm jedoch von seinen Gegnern in Regierung und Militär mittels gefälschter Beweise und Falschaussagen angehängt, worauf er zurücktreten musste. Er wurde 1961 rehabilitiert. Die Affäre schadete Israels Ansehen in westlichen Regierungskreisen beträchtlich und warf zahlreiche Fragen zu den Praktiken der israelischen Geheimdienste gegenüber befreundeten Ländern auf.

## Rechtliche Aspekte und Abstreitbarkeit
Derartige Operationen verstoßen allgemein gegen verschiedene Normen des nationalen und internationalen Rechts, häufig auch gegen die des ausführenden Landes. Daher werden solche Aktivitäten typischerweise unter strengster Geheimhaltung und unter möglichst weitgehender Vermeidung der Schaffung von schriftlichen Beweisen durchgeführt, was ihre spätere Aufklärung durch parlamentarische Untersuchungsausschüsse oder Gerichte erheblich erschwert.
Die Vermeidung von Spuren dient auch dazu, der betreffenden Regierung oder Leitung des jeweiligen Geheimdiensts ein glaubhaftes Abstreiten von Kenntnis über die Vorgänge zu ermöglichen. Dieses Konzept wurde als Plausible Deniability (Glaubhafte Abstreitbarkeit) in den 1950er Jahren für Aktionen der CIA entwickelt. In der Geheimdienst-Terminologie werden Operationen unter falscher Flagge wegen der impliziten Gesetzesverstöße und der hohen Geheimhaltungserfordernisse zu den Schwarzen Operationen gezählt.